# Томас Вільяльба Альбін
Томас Вільяльба Альбін (ісп. Tomás Villalba Albín; 9 грудня 1805 — 12 липня 1886) — уругвайський політик, голова Сенату й тимчасовий президент країни у лютому 1865 року.

## Кар'єра
Був прихильником Мануеля Орібе. Під час Великої облоги Монтевідео 1843—1851 років обіймав посаду військового коменданта департаменту Соріано. Пізніше був політичним та поліцейським головою департаменту Колонія, у 1852—1953 роках — знову департаменту Соріано, а наступного року очолив департамент Серро-Ларго.
1855 року Вільяльба Альбін отримав посаду у фінансовій адміністрації. Від 1860 до 1861 року, за президентства Бернардо Пруденсіо Берро, очолював міністерство фінансів. 1863 року був обраний до лав Сенату.
Коли 15 лютого 1865 року тимчасовий президент Атанасіо Агірре вийшов у відставку, Вільяльба, який на той момент очолював Сенат, став тимчасовим головою держави. Через війну, що на той час тривала, та через облогу Монтевідео бразильськими військами, які підтримували уругвайських «колорадос», Вільяльба розпочав перемовини з бразильцями, 19 лютого здавши столицю. Після того він пішов у відставку з посади президента. До проведення офіційних виборів державу очолював Венансіо Флорес.